# 555

## Починали
- 7 юни – Вигилий, римски папа